# Аманша Татарская
Аманша́ Тата́рская (укр. Аманша Татарська, крымскотат. Tatar Amanşa, Татар Аманша) — исчезнувшее село в Раздольненском районе Республики Крым, располагавшееся в центре района, в степной части Крыма, примерно в 2 км юго-западнее современного села Волочаевка.

### Динамика численности населения
| - 1806 год — 100 чел. - 1864 год — 89 чел. - 1889 год — 54 чел. - 1900 год — 53 чел. | - 1915 год — 84/0 чел. - 1926 год — 136 чел. - 1939 год — 149 чел. |

## История
Первое документальное упоминание села встречается в Камеральном Описании Крыма… 1784 года, судя по которому, в последний период Крымского ханства Аманша входила в Мангытский кадылык Козловскаго каймаканства. После присоединения Крыма к России (8) 19 апреля 1783 года, (8) 19 февраля 1784 года, именным указом Екатерины II сенату, на территории бывшего Крымского ханства была образована Таврическая область и деревня была приписана к Евпаторийскому уезду. После павловских реформ, с 1796 по 1802 год входила в Акмечетский уезд Новороссийской губернии. По новому административному делению, после создания 8 (20) октября 1802 года Таврической губернии, Аманша была включена в состав Хоротокиятской волости Евпаторийского уезда.
По Ведомости о волостях и селениях, в Евпаторийском уезде с показанием числа дворов и душ… от 19 апреля 1806 года в деревне Аманша числилось 9 дворов, 93 крымских татарина и 7 ясыров. На военно-топографической карте генерал-майора Мухина 1817 года деревня обозначена с 8 дворами. Затем, видимо, вследствие эмиграции крымских татар в Турцию, деревня опустела, и в «Ведомости о казённых волостях Таврической губернии 1829 года» среди жилых селений Аманша не значится, а на карте 1842 года Аманша обозначена условным знаком «малая деревня» (это означает, что в ней насчитывалось менее 5 дворов).
В 1860-х годах, после земской реформы Александра II, деревню приписали к Биюк-Асской волости. Согласно «Памятной книжке Таврической губернии за 1867 год», деревня была покинута жителями — вследствие эмиграции крымских татар, особенно массовой после Крымской войны 1853—1856 годов, в Турцию, но позднее вновь заселена татарами. В «Списке населённых мест Таврической губернии по сведениям 1864 года», составленном по результатам VIII ревизии 1864 года, Аманша — владельческая татарская деревня, с 10 дворами, 89 жителями и мечетью при колодцахъ. По обследованиям профессора А. Н. Козловского 1867 года, вода в колодцах деревни была пресная, а их глубина достигала 20—30 саженей (42—63 м). На трёхверстовой карте Шуберта 1865—1876 года в деревне Аманша показано также 10 дворов). В «Памятной книге Таврической губернии 1889 года», по результатам Х ревизии 1887 года, в деревне Аманша числилось 11 дворов и 54 жителя.
Земская реформа 1890-х годов в Евпаторийском уезде прошла после 1892 года; в результате Аманшу приписали к Коджанбакской волости. По «…Памятной книжке Таврической губернии на 1900 год» в деревне числилось 53 жителя в 11 дворах. По Статистическому справочнику Таврической губернии. Ч.II-я. Статистический очерк, выпуск пятый Евпаторийский уезд, 1915 год, в деревне Аманшта (вакуф) Коджамбакской волости Евпаторийского уезда числилось 14 дворов с немецким населением в количестве 84 человек приписных жителей.
После установления в Крыму Советской власти, по постановлению Крымревкома от 8 января 1921 года № 206 «Об изменении административных границ» была упразднена волостная система, и село вошло в состав Бакальского района Евпаторийского уезда, а в 1922 году уезды получили название округов. 11 октября 1923 года, согласно постановлению ВЦИК, в административное деление Крымской АССР были внесены изменения, в результате которых округа были отменены, Бакальский район упразднён и село вошло в состав Евпаторийского района. Согласно Списку населённых пунктов Крымской АССР по Всесоюзной переписи 17 декабря 1926 года, в селе Аманша (татарская), Бий-Орлюкского сельсовета Евпаторийского района, числилось 32 двора, из них 30 крестьянских, население составляло 136 человек, из них 134 татарина и 2-е украинцев, действовала татарская школа. После создания 15 сентября 1931 года Фрайдорфского еврейского национального района Аманшу приписали к нему, а после создания в 1935 году Ак-Шеихского района (переименованного в 1944 году в Раздольненский район) включили в состав этого нового района. По данным всесоюзная перепись населения 1939 года в селе проживало 149 человек. В последний раз в доступных исторических документах встречается на двухкилометровке РККА 1942 года
В 1944 году, после освобождения Крыма от фашистов, согласно Постановлению ГКО № 5859 от 11 мая 1944 года, 18 мая крымские татары были депортированы в Среднюю Азию. Видимо, опустевшее после войны и депортации село не возрождали.